# میرچئا آنگلسکو
میرچئا آنگلسکو (رومانیایی: Mircea Anghelescu؛ ‏تلفظ رومانیایی: [ˈmirt͡ʃe̯a]؛ زادهٔ ۲۷ سپتامبر ۱۹۲۷) بازیگر تئاتر و سینما اهل رومانی است.
از فیلم‌هایی که وی در آن‌ها نقش داشته است، می‌توان به کمیسر متهم می‌کند، انتقام، آینه، آخرین فشنگ و رز زرد اشاره نمود.